# Chlebnice
Chlebnice (in ungherese Chlebnice) è un comune della Slovacchia facente parte del distretto di Dolný Kubín, nella regione di Žilina.